# 山田喜紹
山田 喜紹（やまだ よしつぐ、1931年 - ）は、日本のウイルス学者、エイズ研究者。信州大学医療技術短期大学部名誉教授。医学博士。

## 略歴・人物
1931年（昭和6年）、長野県松本市生まれ。
1950年（昭和25年）、長野県松本県ヶ丘高等学校卒業。
1953年（昭和28年）、信州大学文理学部自然科学学科卒。
信州大学医学部大学院細菌学教室を経て、信州大学医療技術短期大学部教授。医学博士。信州大学医療技術短期大学部名誉教授。
現在、エイズ研究の傍ら、地域のエイズ感染予防を訴え、講演活動を行っている。

### エイズウイルスに感染するな
2006年（平成18年）、世界エイズデーの報告ではHIV感染者、エイズ患者の感染拡大が指摘され世界で約380万人に上ると推定される。日本でも報告数は増加の一途をたどり、2004年度には年間1000人を超えた。感染爆発への懸念がささやかれる中、長野県も例外ではいられない。山田はそうした状況下にあって「日本はHIV感染者・エイズ患者が増加し、一般人の知識が希薄であることを憂慮し」、これまで学校、企業、警察署等多くの団体で講演を行っている。
山田は『エイズウイルスに感染するな』という寄稿文の中で、AIDS患者とHIV感染者の違いを分かりやすく解説している。
2002年感染症予防衛生事業の文部大臣表彰、2007年長野県知事表彰を受けている。

## 所属学会
- 日本エイズ学会
- 日本性感染症学会

## 著作・共著編・論文
- 田波洋, 山田喜紹「山羊肺炎AGENTの増殖環 L細胞における原始体の形成と増殖」『ウイルス』第14巻第3-4号、日本ウイルス学会、1964年、103-109頁、doi:10.2222/jsv.14.103、ISSN 0042-6857、NAID 130003854404。
- 田波洋, 山田喜紹, 田崎忠勝, 田村茂博, 村上昇「家兎水晶体上皮組織より確立されたRLE細胞系の核型について」『信州医学雑誌』第16巻第1号、長野県医学会、1967年2月、68-74頁、ISSN 00373826、NAID 120007109607。
- 田波洋, 山田喜紹, 田崎忠勝, 村上昇「五倍性の核型をもつ HeLa 細胞株について」『信州医学雑誌』第16巻第1号、長野県医学会、1967年2月、101-108頁、ISSN 0037-3826、NAID 120007109610。
- 田波洋, 山田喜紹, 鈴木聖, 田崎忠勝「オウム病 Agent (Chlamydia psittaci) に対する Formycin の増殖抑制効果について」『ウイルス』第19巻第4号、日本ウイルス学会、1969年、121-127頁、doi:10.2222/jsv.19.121、ISSN 0042-6857、NAID 130003707886。
- 田波洋, 山田喜紹, 田崎忠勝「L細胞シートへのオウム病agent吸着現象の動力学」『ウイルス』第19巻第2-3号、日本ウイルス学会、1969年、70-76頁、doi:10.2222/jsv.19.70、ISSN 0042-6857、NAID 130003854469。
- 山田喜紹「ペニシリンのクラミジアに対する増殖阻害効果の電顕的研究:特に低濃度ペニシリンによるクラミジアの形態異常」『ウイルス』第23巻第3号、日本ウイルス学会、1973年、205-220頁、doi:10.2222/jsv.23.205、ISSN 0042-6857、NAID 130003854491。
- 田波洋, 山田喜紹「5-Bromodeoxyuridine によるL細胞ビリオンの誘発」『ウイルス』第24巻第2号、日本ウイルス学会、1974年、164-169頁、doi:10.2222/jsv.24.164、ISSN 0042-6857、NAID 130003854497。
- 斉木実, 芝本利重, 百瀬邦夫, 北原修, 遠藤優子, 花村潔, 山田喜紹, 内川公人, 小島荘明「長野県下の恙虫病について:特に1981年の初発2症例」『信州医学雑誌』第30巻第2号、信州医学会、1982年4月、245-252頁、ISSN 00373826、NAID 120007114846。
- 内川公人, 山田喜紹, 佐藤潔, 熊田信夫「81 長野県の恙虫類とその季節的発生消長について」『衞生動物』第34巻第2号、日本衛生動物学会、1983年6月、133頁、ISSN 04247086、NAID 110003816489。
- 内川公人, 山田喜紹, 佐藤潔, 熊田信夫「長野県の恙虫類に関する基礎調査」『衛生動物』第35巻第3号、日本衛生動物学会、1984年、233-243頁、doi:10.7601/mez.35.233、ISSN 0424-7086、NAID 110003816608。
- 内川公人, 熊田信夫, 山田喜紹「37 メスキジに寄生する恙虫類」『衞生動物』第36巻第2号、日本衛生動物学会、1985年6月、141頁、ISSN 04247086、NAID 110003816705。
- 川森文彦, 熊田信夫, 山田喜紹「28 富士山東山麓における恙虫病リケッチア分離状況および分離株の抗原性の検討」『衞生動物』第40巻第3号、日本衛生動物学会、1989年9月、233頁、ISSN 04247086、NAID 110003820199。
- 小穴こず枝, 清水環, 吉田雅子, 塚田美智代, 山本貴子, 寺澤文子, 亀子文子, 山田喜紹, 沖村幸枝, 赤羽貴行, 川上由行「メチシリン耐性黄色ブドウ球菌(MRSA)のファージ型による疫学的調査」『紀要』第21巻、信州大学、1995年、27-34頁、ISSN 03851982、NAID 110000547218。
- 内川公人, 仲間秀典, 山田喜紹「9 長野県の人体マダニ咬症とライム病」『衛生動物』第46巻第2号、日本衛生動物学会、1995年、203頁、doi:10.7601/mez.46.203_3、ISSN 0424-7086、NAID 110003818529。
- 内川公人, 山田喜紹, 熊田信夫「フトゲツツガムシ Leptotrombidium pallidumの棲息環境に関する一知見」『信州大学環境科学論集』第5巻、信州大学環境問題研究教育懇談会、1983年3月31日、72-77頁。